# Le Bonhomme de neige (roman)
Pour les articles homonymes, voir Le Bonhomme de neige.
Le Bonhomme de neige (titre original norvégien : Snømannen) est un roman de 2007 de l'écrivain norvégien Jo Nesbø, auteur de romans policiers. Il s'agit du septième volet de sa série Harry Hole. L'adaptation cinématographique, réalisée par Tomas Alfredson, est sortie en octobre 2017.

## L'histoire
En 1980, une femme mariée a des relations sexuelles illicites avec un amant pendant que son fils adolescent attend dans une voiture à l'extérieur ; leurs ébats sont perturbés lorsqu'ils pensent que quelqu'un les regarde par la fenêtre, mais il s'avère qu'il s'agit simplement d'un bonhomme de neige.
Vingt-quatre ans plus tard, l'inspecteur de police norvégien Harry Hole enquête sur une série de meurtres de femmes dans les environs d'Oslo. Sa formation au FBI l'amène à rechercher des liens entre les affaires et il en trouve deux : chaque victime est une mère mariée et un bonhomme de neige apparaît sur chaque scène de crime.
En parcourant les affaires non résolues, Hole se rend compte qu'il traque le premier tueur en série connu de Norvège. La plupart des victimes ont disparu après la première chute de neige de l'hiver et des bonhommes de neige ont été trouvés près de chaque scène. Des recherches plus poussées conduisent Hole et son équipe, dont la nouvelle venue Katrine Bratt, à soupçonner que des problèmes de paternité avec les enfants des victimes pourraient être un motif des meurtres. Ils découvrent que tous les enfants des victimes ont des pères biologiques différents de ceux qu'ils croient être leurs pères. Après des tests ADN, les résultats conduisent l'enquête vers quelques mauvais tournants et plusieurs suspects sont éliminés de l'enquête.
En peu de temps, Hole et Bratt sont attirés l'un vers l'autre, bien que Hole ne donne pas suite à sa proposition. Il la voit comme une âme sœur et une détective brillante et dévouée à part entière. Cependant, les soupçons se portent sur Bratt comme le tueur après qu'elle a tenté de piéger l'un des principaux suspects. Hole la poursuit à travers la Norvège et la rattrape sur un lieu de meurtre précédemment découvert. Elle est appréhendée et internée dans une unité psychiatrique. Les supérieurs de Hole, inquiets que l'arrestation de Bratt pour les meurtres ne porte atteinte à leur réputation, suggèrent de désigner Hole comme bouc émissaire pour la presse. Le supérieur de Hole, Gunnar Hagen, intervient et se propose comme bouc émissaire à la place de Hole.
Lorsqu’une autre victime est découverte, Hole se rend compte que le tueur est toujours en liberté. Lorsqu’un commentaire fortuit déclenche une pensée aléatoire, il établit un lien vital qui le conduit finalement à l’identité du véritable coupable. Son succès à appréhender enfin le tueur rend inutile tout bouc émissaire, et Bratt, après de nouveaux contrôles de stabilité mentale, retourne à son poste à Bergen.

## Personnages
- Harry Hole : Le commissaire à la criminalité d'Oslo.
- Katrine Bratt : Agent anti-criminalité.
- Rakel Fauke : L'ex de Hole que le policier continue de fréquenter.
- Gunnar Hagen : Chef du département de lutte contre la criminalité.
- Magnus Skarre : Agent anti-criminalité.
- Ståle Aune : Psychologue permanent de la section Anti-Crime.
- Bjørn Holm : Technicien scientifique.
- Beate Lønn : Chef de la police scientifique.
- Birte Olsen : Femme disparue.
- Filip Becker : Le mari de Birte.
- Sylvia Pedersen : Femme disparue.
- Ane Pedersen : La jumelle de Sylvia.
- Espen Lepsvik : Officier de l'Agence nationale de lutte contre la criminalité (Kripos).
- Mathias Lund-Helgesen : Partenaire de Rakel, pathologiste et chercheur.
- Idar Vetlesen : Chirurgien plasticien. Le camarade de classe de Mathias. Birte et Sylvia lui ont amené leurs enfants, soupçonnant qu'ils souffraient du syndrome de Fahr, dont Vetlesen est un spécialiste.
- Gert Rafto :  Policier de Bergen aux méthodes douteuses. En 1992, il travaille sur une affaire similaire à celle du « bonhomme de neige » et disparaît dans la nature au cours de l'enquête.
- Arve Støp : Propriétaire d'un magazine progressiste norvégien et patient de Vetlesen.
- Erik Lossius : Jeune entrepreneur immobilier ; amoureux de Birte Olsen.
- Camilla Sandén : Épouse de Lossius, issue d'une famille de la classe moyenne supérieure.

## Réception
Thomas Kaufmann, dans un article écrit pour le Washington Independent Review of Books, déclare ceci à propos du livre :
Le Bonhomme de neige nous offre du suspense et une véritable galerie de suspects mémorables en fait une lecture agréable. Un jour, Alfred Hitchcock a parlé de gens qui faisaient un tour de montagnes russes – comment ils hurlaient en descendant la colline et riaient quand ils avaient fini. Certaines personnes aiment être diverties de cette façon, a déclaré Hitch, et il était juste un gars qui construisait des montagnes russes. Le Bonhomme de neige est un tour de montagnes russes de première classe.
Thomas Kürten, du site krimi-couch.de, écrit ceci à propos du livre :
Le très bon dessin des personnages individuels assure authenticité et réalisme. Si vous ne connaissez pas encore le Norvégien Jo Nesbø, n’hésitez plus. Magistral !

## Adaptation cinématographique
Une adaptation cinématographique du roman Le Bonhomme de neige a été développée par la société de production britannique Working Title Films. En 2013, Martin Scorsese était désigné pour réaliser le film, mais il a été remplacé par Tomas Alfredson en 2014. Le 8 septembre 2015, Michael Fassbender était en pourparlers pour rejoindre le film pour le rôle principal, avec Rebecca Ferguson le suivant le 14 octobre 2015, pour jouer le rôle principal féminin. Alfredson a coproduit le film sous sa bannière de production Another Park Film, commençant la production en janvier 2016. Le film est sorti au Royaume-Uni deux ans plus tard, le 13 octobre 2017. Contrairement au roman, le film a été décrié par les critiques.

## Sources
- (no) Turid Larsen, « Harry Hole holder koken », Dagsavisen,‎ 2 juin 2007 (lire en ligne [archive du 19 août 2007], consulté le 26 mai 2009)
- « Online Catalog: Snømannen / Jo Nesbø », The Library of Congress (consulté le 26 mai 2009)
- (no) Bernt Jakob Oksnes, « Harrytur », Dagbladet,‎ 6 juin 2011 (lire en ligne [archive du 14 octobre 2012], consulté le 6 juin 2011)